# Santa Eulàlia d'Éller
L'església de Santa Eulàlia d'Éller és a l'entitat de població d'Éller pertanyent al municipi de Bellver de Cerdanya a la comarca de la Baixa Cerdanya. És una església d'origen romànic documentada a l'Acta de Consagració de la Catedral d'Urgell (839) i posteriorment al 1001 (Èlar). En procedeix una majestat romànica policromada del segle xii que es conserva al MNAC. Forma part de l'Inventari del Patrimoni Arquitectònic de Catalunya.

## Descripció
Consta de nau rectangular força petita amb l'absis lleugerament desviat cap a l'esquerra, aquest va ser tirat a terra i substituït per un altre amb forma rectangular per poder posar un retaule barroc de més gran dimensió que l'absis semicircular primitiu. A cada costat de la nau s'obren unes capelles amb arcs apuntats. A migdia s'hi afegeix, també, la sagristia. El campanar és de torre amb merlets, està format per dos cossos i presenta quatre obertures. Té afegitó de reformes posteriors un campanar de torre quadrada i presenta a la seva porta d'entrada el treball de ferro forjat propi de l'època romànica. Al Museu Nacional d'Art de Catalunya es conserva un crist majestat atribuït al taller de Ripoll. Té grans similituds amb l'església propera de Sant Policarp de Cortàs.